# Théâtre Victor-Hugo (Bagneux)
Le Théâtre Victor Hugo est une scène qui se trouve à Bagneux, en Ile-de-France.
Il dispose d'une salle pouvant accueillir 400 personnes.

## Historique

### Inauguration
Le Théâtre Victor Hugo a été inauguré le 1er avril 1978, sous le parrainage d'Antoine Vitez, metteur en scène, fondateur du Théâtre des Quartiers d'Ivry ; à l'époque rendu célèbre grâce à sa mise en scène du Soulier de satin pour la Comédie Française. "Nous n'aurons jamais assez de lieux où l'art puisse s'épanouir : c'est-à-dire où la personne humaine puisse s'épanouir", disait-il le 1er avril 1978 pour l'inauguration du Théâtre Victor Hugo.

### 1995-2016
Jusqu'en 1995 la programmation du TVH s'est inscrite, d'abord dans une priorité artistique théâtrale puis chorégraphique. Au début des années 1980 il a notamment été une des "terres d'accueil" du Théâtre du Campagnol dirigé par Jean-Claude Penchennat. Ce dernier, cofondateur du Théâtre du Soleil, se fait connaître à cette époque grâce à sa pièce Le Bal. Créée à Antony, cette dernière rencontre un grand succès à la fois public et critique, ce qui conduit à son adaptation cinématographique par Ettore Scola. On peut s'amuser à y voir un signe : la muse des Arts du Geste semble bien s'être penchée dès le début sur le berceau du Théâtre Victor Hugo. En effet, après Le regard du sourd de Bob Wilson en 1971, Le bal de Jean-Claude Penchennat est sans doute une des pièces les plus emblématiques de la métamorphose du Mime vers le Geste dans cette deuxième partie du XXe siècle.
Et comme un nouveau clin d'œil de l'histoire, quand le Ministère de la Culture installe Le Théâtre du Campagnol CDN en grande banlieue sud, Marie-Lise Fayet, directrice du Théâtre Victor Hugo jusqu'en 2024, est chargé du dossier culture au sein du Cabinet de Roger Combrisson, Maire de Corbeil-Essonnes. Après Le Bal, c'est le temps du Jeu des sept familles, à nouveau un pièce qui convoque à travers le Geste toute la société française sur le plateau.
Après 1995 (en 1999) le Théâtre Victor Hugo est municipalisé, l'intégralité de son fonctionnement passe en "régie directe" ; durant 6 ans la programmation et la direction du théâtre sont assurées par la Direction Culturelle de la Ville de Bagneux.
Marie-Lise Fayet est nommée directrice du Théâtre en octobre 2001.
Directement issue de cette structuration administrative spécifique, la programmation du Théâtre Victor Hugo se partagera durant encore plusieurs années (jusqu'en 2015) en deux entités distinctes - la Direction Culturelle de la Ville d'une part (la musique et l'humour), la Direction du Théâtre de l'autre (le théâtre et le jeune public) - empêchant ainsi la création d'une orientation artistique claire et aboutissant à un déficit d'identité artistique.
C'est à partir de 2015, à la faveur des mouvements territoriaux issus de la loi Notre et de la perspective de l'arrivée du métro en accord avec la Ville de Bagneux, il engage une réflexion nouvelle ; l'ensemble de la programmation est recentré sur l'équipement "théâtre" qui propose une orientation artistique claire permettant de la distinguer dans l'environnement culturel régional. Depuis 2016, il est administré par le Territoire métropolitain Vallée Sud Grand Paris qui a succédé à la Communauté d'Agglomération Sud de Seine.

## Projet artistique

### 2015, la définition d'un premier projet artistique
Élaboré en 2015 le projet artistique et culturel du Théâtre Victor Hugo était construit autour de la promotion des Arts du Geste, "la part du féminin", "l'accès à la culture dès le plus jeune âge". Par ailleurs il a toujours porté une grande attention aux problématique sociales, citoyennes et sociétales (le féminisme, la question environnementale ou celle de la virtualisation de la société...).
Les objectifs de l'époque :
- Affirmer une orientation artistique qui permette de distinguer le Théâtre Victor Hugo dans l'environnement culturel régional
- Permettre au public de Bagneux, ville populaire et "ville-monde" de se reconnaître dans une orientation qui, par définition, dépasse les cloisons liées à la langue et au texte, facilité ainsi l'accès de tous à l'art dramatique et la culture. Ce n'est pas un hasard si le mime et l'expression corporelle furent au cœur de la naissance du mouvement d'éducation populaire. Cette orientation s'adresse également à un public d'amateurs éclairés. Permettant ainsi de rassembler dans une même salle un public dit "empêché" et un public très averti.
- Dans une des villes les plus jeunes du département des Hauts de Seine, porter soin et attention au public enfance/jeunesse.

#### Les Arts du Geste
Dès 2002 le Théâtre Victor Hugo a affiché une programmation "corps" dans sa diversité. Ce choix a été validé en 2015 par la Ville de Bagneux en tant qu'orientation artistique. Nous l'avons décliné en 2 grands axes : création, production, diffusion, d'une part et éducation, formation recherche d'autre part. Le Théâtre Victor Hugo travaille autant avec des compagnie émergentes (Collectif 2222) que des compagnies emblématiques du renouveau du Geste (Dos A Deux, Hippocampe, Mangano-Massip) voire des "maitres" comme le Théâtre du Mouvement ou la Compagnie Jean-Claude Cotillard. Et bien sûr des compagnies étrangères (Jakop Albhom, Chaliwaté, Dame de Pic-Karine Pontiès, Léandre Ribara, Cia Maduixa, Collectif Krumple, Teatro Kulunka...).

#### Le jeune et très jeune public
L'ajour du "très jeune" dans le titre n'est pas une clause de style ; depuis 2002, tous les ans des spectacles en direction de l'enfance dès 18 mois sont systématiquement programmés au Théâtre Victor Hugo. "Le bébé est un spectateur" est un des axes majeurs de cette orientation en direction de l'enfance.
Le troisième axe fort en direction de l'enfance est l'accueil de résidences artistiques et culturelles au long cours (3 ans) en direction des écoles élémentaires de la ville, ce depuis 2004. Elles s'articulent autour d'une création associée à une centaine d'heures d'atelier d'éducation artistiques donnant lieu à une restitution.

#### La part du féminin
De la première (en 2002) programmation de soirées "spéciales femmes" récurrentes à l'occasion de la Journée internationale pour les droits des Femmes, en passant par deux éditions d'un festival dédié (Les folles journées de la femme), le féminisme est depuis longtemps inscrit dans la programmation du Théâtre Victor Hugo. Cela a été une évolution presque "naturelle" que d'y affirmer la promotion des artistes femmes. Depuis plusieurs années le théâtre y prête une plus grande attention et souhaite s'approcher de la parité dans la programmation (en temps "normal" de programmation). C'est au cœur de cet axe de travail que s'inscrit Jazz au Féminin !, défense des jazz-women instrumentistes et leader de leur formation sur la scène jazz française et internationale.

#### Le Cinéma
L'activité cinéma du Théâtre Victor Hugo s'est d'abord développé en direction des enfants ; on peut même dire que le "P'tit cinoche" a été pionnier en région parisienne dans les projections de films de qualité pour les enfants. Sans doute cette situation a-t-elle constitué un socle culturel sur lequel le spectacle vivant jeune public a pu se développer et prendre de l'ampleur.
Le cinéma a été fortement développé ces dernières années : le "P'tit cinoche" a perduré, différents dispositifs partenariaux ont vu le jour (École au cinéma, Collège au cinéma) et surtout le théâtre a également mis en place les séances du lundi en direction du "tout-publics". Le pôle enfance et éducation du cinéma est solide et répond à un vrai besoin en termes d'éducation culturelle et artistique ; la demande est d'ailleurs forte. L'accueil cinéma pour enfant correspond à 35 jours d'occupation du théâtre.
Concernant le pôle "tous publics" : la situation est plus complexe car le faible nombre de jours (1 journée par semaine) de projection empêche le théâtre de proposer à son public les films en première exclusivité.

### Un projet en développement
Aujourd'hui l'orientation du Théâtre Victor Hugo s'appuie sur 3 grands principes :
- L'artistique : le socle pluridisciplinaire sur lequel s'articule la promotion des Arts du Geste, des femmes artistes et du Jeune Public.
- Le culturel : l'accès à la culture dès le plus jeune âge ; l'attention portée à la toute petite enfance, l'enfance et la jeunesse ; faire "part égale" entre le culturel - au sens large : médiation, actions culturelles, sensibilisation, transmission - et l'artistique.
- Le sens : le Théâtre Victor Hugo défend l'art qui questionne nos contemporains, résonne avec son temps, interroge l'avenir.

### Des partenaires à rayonnement nationaux

#### Le Festival Marto
Festival emblématique des arts de la marionnette et du théâtre d'objet le festival Marto regroupe chaque année depuis plus de 20 ans plusieurs théâtres en mars autour d'une programmation riche et variée. Bien qu'organisé par des théâtres altoséquanais le rayonnement de ce festival est national. Même si la marionnette n'est pas au cœur de son projet artistique, le Théâtre Victor Hugo en est un membre actif depuis plusieurs années, tout en y gardant sa spécificité dans les choix de programmation et en y défendant des formes à la croisée de la marionnette, de l'objet et du geste.

#### La Biennale des Arts du Mime et du Geste
Crée en 2015 par un collectif de compagnies, d'artistes, de pédagogues et de structures culturelles, la Biennale des Arts du Mime et du Geste est l'occasion de faire un focus sur le dynamisme des Arts du Mime et du Geste.
Le Théâtre Victor Hugo participe à cet événement activement avec une programmation dense en Arts du Geste durant ce mois. Il organise l’ouverture de la Biennale à chaque édition avec la Nuit du Geste. Toute une nuit consacrée à la découverte des Arts du Geste : des dizaines d’artistes, tant reconnus qu’émergents, sont présents et montrent que l’art du mime « n’est jamais de la reproduction, de l’imitation… mais un acte de création perpétuel ».

## Les moyens du Théâtre Victor Hugo
L’équipe du Théâtre est actuellement composée de huit permanents, c’est peu et tous les postes ont été optimisés :
- La directrice et programmatrice théâtre
- L’administrateur
- La responsable de la billetterie
- La responsable de la production
- La responsable de la communication
- La responsable de la médiation culturelle
- Le programmateur et projectionniste cinéma
- Le directeur technique

Une équipe technique intermittente assure, sous la responsabilité du directeur technique, l’ensemble des missions de montage technique, d’accompagnement des représentations et des résidences, de la maintenance et de l’entretien du matériel. Une équipe d’agents d’accueil vient seconder l’équipe permanente les soirs de spectacle et lors des projections de cinéma afin d’accueillir au mieux le public, garantir les conditions sanitaires et d’assurer la tenue des espaces de convivialité du théâtre.